# Jardins de Shalimar (Lahore)
Pour les articles homonymes, voir Jardins de Shalimar.
Les jardins de Shalimar ou le Chalimar Bagh (en ourdou : شالیمار باغ) de Lahore (Pakistan) sont des jardins royaux créés en 1641 par l'empereur moghol Shâh Jahân, dont le règne est alors à son apogée. 
Emblématiques du pays, ces jardins sont inscrits depuis 1981, conjointement avec le fort de Lahore, au patrimoine mondial de l'UNESCO. 

## Origine du nom
Selon Anna Suvorova, professeur à l'Institut des études orientales de l'Académie russe des sciences, l'origine du mot « Shalimar » est sans doute à chercher du côté de l'expression arabe « shâh al-'imârât » (شاه العِمارات) « roi des bâtiments », devenu par corruption « Shalimar ». Pour la chercheuse, le mot ne peut venir du sanskrit car un souverain musulman n'aurait jamais employé un terme de cette langue pour désigner un jardin royal. 

## Histoire des jardins
Selon l'historien indien  (Hari Ram Gupta (en), Raja_Dina_Nath (en) rapporte qu'en 1804 Ranjît Singh changea leur nom en Chahla Bagh (en ourdou : شہلا باغ) —tandis que le Ram Bagh construit par Raï Pandat Khabardhan et détruit après 1947 était appelé « New Shahla Bagh ». En 1806, le maharaja Ranjit Singh ordonna la réparation des jardins de Shalimar. Au Pakistan, ces jardins sont inscrits depuis 1981, conjointement avec le fort de Lahore, sur la liste du patrimoine mondial.

## Architecture et aménagement
Les jardins sont disposés sur trois terrasses avec des pavillons et de vastes pièces d'eau. Cette configuration permet la création de cascades et de chutes d'eau. Deux des terrasses adoptent un plan carré en chahar bagh, tandis que la terrasse centrale rectangulaire est un grand bassin autour duquel sont disposés des pavillons et des kiosques. Un jeu de canaux permet de créer des cascades et chutes d'eau qui s'écoulent à travers des murets percés de niches.

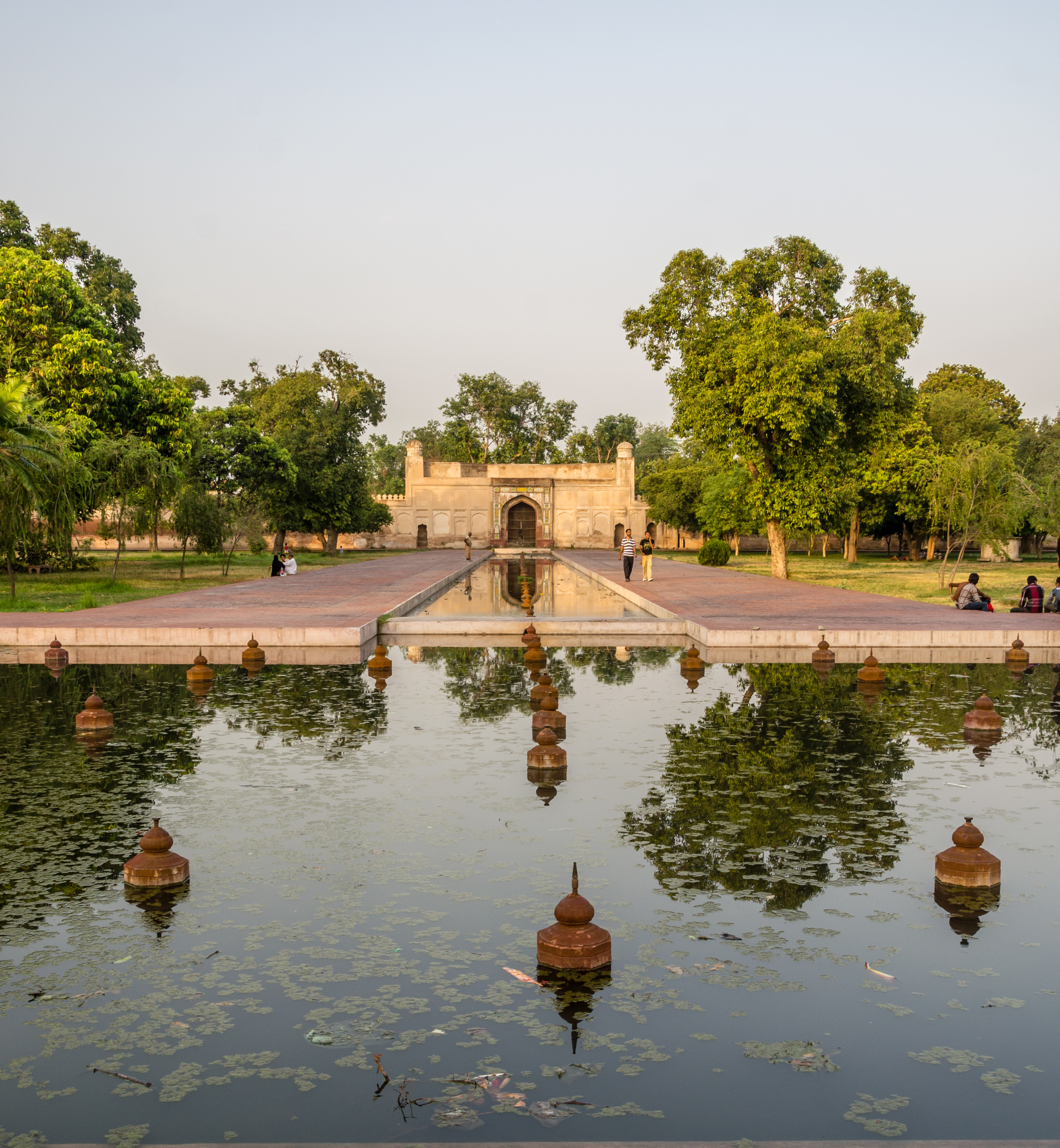
Terrasse Hayat Baksh.
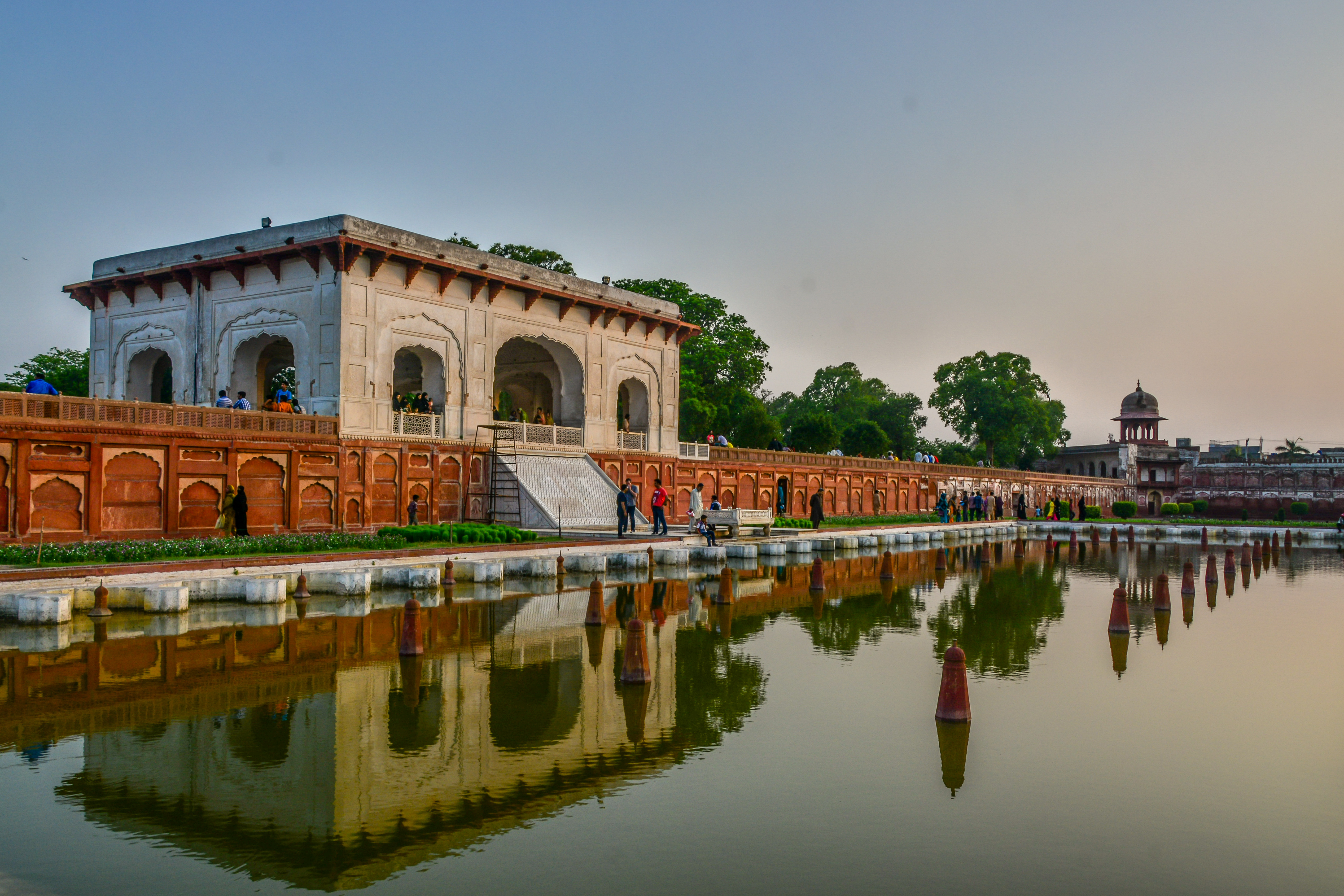
Pavillon de la terrasse Faiz Bakhsh.

On distingue les deux jardins de type Tchaharbagh qui entourent la terrasse centrale. Le jardin en rouge (voir plan) se trouve sur la terrasse la plus élevée. Il était réservé aux épouses de l'Empereur, tandis que le jardin en vert est l'espace le plus en contrebas. Il était parfois ouvert au public. Entre les deux se trouve la terrasse intermédiaire (en bleu), réservée à l'Empereur, autour de laquelle s’élèvent des kiosques.